# Wer da gläubet und getauft wird
Wer da gläubet und getauft wird (BWV 37) ist eine Kirchenkantate von Johann Sebastian Bach. Er komponierte sie in Leipzig für Christi Himmelfahrt und führte sie am 18. Mai 1724 zum ersten Mal auf.

## Geschichte und Worte
Bach schrieb die Kantate für das Fest Christi Himmelfahrt. Die vorgeschriebenen Lesungen für den Festtag waren Apg 1,1–11 , der Prolog, letzte Verheißung und Himmelfahrt Jesu, und Mk 16,14–20 , Missions- und Taufbefehl, Himmelfahrt.
Ein unbekannter Textdichter begann mit einem Zitat aus dem Evangelium, Vers 16. Er ging nicht auf die Himmelfahrt ein, sondern konzentrierte sich auf die lutherische Rechtfertigung des getauften Christen durch den Glauben, dabei gliederte er den Text in zwei Abschnitte, die er jeweils durch einen Choral abschloss, in Satz 3 die fünfte Strophe von Philipp Nicolais „Wie schön leuchtet der Morgenstern“ (1599) und im abschließenden Satz 6 die vierte Strophe von Johann Kolroses Ich dank dir, lieber Herre (c. 1535). Der erste Abschnitt bedenkt die Liebe Jesu, für die der Choral dankt, der zweite Abschnitt führt wie eine Predigt in Anlehnung an Paulus (Röm 3,28 ) aus, dass gute Werke allein nicht genügen für ein seliges Leben, wenn sie nicht durch den Glauben begründet sind. Der Schlusschoral ist ein weiteres Danklied.
Klaus Hofmann führt aus, dass die Kantaten der beiden vorangegangenen Sonntage, Wo gehest du hin? und Wahrlich, wahrlich, ich sage euch, den gleichen Textaufbau zeigen, was auf den gleichen Dichter dieser Werke deutet. Werner Neumann vermutet, dass es Christian Weiss gewesen sein könnte.
Bach führte die Kantate am 18. Mai 1724 erstmals auf. Sie wurde bereits im 19. Jahrhundert geschätzt.

## Besetzung und Aufbau
Die Kantate ist besetzt mit vier Vokalsolisten (Sopran, Alt, Tenor und Bass), vierstimmigem Chor, zwei Oboen d’amore, zwei Violinen, Viola und Basso continuo. Die Kantate enthält sechs Sätze.
1. Coro: Wer da gläubet und getauft wird
2. Aria (Tenor): Der Glaube ist das Pfand der Liebe
3. Chorale (Soprano, Alto): Herr Gott Vater, mein starker Held!
4. Recitativo (Bass): Ihr Sterblichen, verlanget ihr
5. Aria (Bass): Der Glaube schafft der Seele Flügel
6. Chorale: Den Glauben mir verleihe

## Musik
Obwohl der Vers, der dem ersten Satz zugrunde liegt, im Evangelium von Jesus selbst gesprochen wird, lässt Bach ihn vom Chor singen, als ob die Christen die Weisung, in alle Welt zu gehen, bereits verinnerlicht hätten. Der Satz beginnt mit einer ausgedehnten instrumentalen Einleitung, in der drei melodische Linien gleichzeitig erscheinen, ein Motiv der Oboen, das später von den Stimmen übernommen wird, ein zweites in den Violinen, das an Luthers Lied Dies sind die heiligen zehn Gebot erinnert, und ein drittes im Continuo, das auch im Choral Wie schön leuchtet der Morgenstern vorkommt. In zwei Abschnitten sind die Stimmen in eine Wiederholung der Einleitung eingebettet.
Satz 2 ist eine Arie, für die eine Solo-Violin-Stimme nicht erhalten ist, wie die Neue Bach-Ausgabe feststellt. In Satz 3 verarbeitet Bach den Choral in der älteren Form des Choralkonzerts, wie es Johann Hermann Schein pflegte. Die Melodie erscheint verändert, wo bestimmte Worte hervorgehoben werden sollen. Das folgende Rezitativ wird von den Streichern begleitet. Sie spielen auch in der letzten Arie, während eine Oboe d’amore wechselweise hinzutritt und wegbleibt, wodurch Bach interessante Klangeffekte erzielt. Der Schlusschoral ist ein vierstimmiger Satz.

## Einspielungen (Auswahl)
- J. S. Bach: Cantatas BWV 37, BWV 76. Wilhelm Ehmann, Westfälische Kantorei, Deutsche Bachsolisten, Nelly van der Spek, Frauke Haasemann, Johannes Hoefflin, Wilhelm Pommerien. Cantate 1965.
- J. S. Bach: Das Kantatenwerk (2). Hans Grischkat, Schwäbischer Singkreis Stuttgart, Bach-Orchester Stuttgart, Csilla Zentai, Elisabeth Wacker, Kurt Huber, Michael Schopper. FSM Candide, 1972.
- J. S. Bach: Das Kantatenwerk – Sacred Cantatas Vol. 3. Nikolaus Harnoncourt, Wiener Sängerknaben, Chorus Viennensis, Solist der Wiener Sängerknaben, Paul Esswood, Kurt Equiluz, Ruud van der Meer. Teldec, 1974.
- J. S. Bach: Ascension Cantatas. John Eliot Gardiner, Nancy Argenta, Monteverdi Choir, English Baroque Soloists, Michael Chance, Anthony Rolfe Johnson, Stephen Varcoe. Archiv Produktion, 1996.
- J. S. Bach: Complete Cantatas Vol. 9. Ton Koopman, Amsterdam Baroque Orchestra & Choir, Sibylla Rubens, Bernhard Landauer, Christoph Prégardien, Klaus Mertens. Antoine Marchand, 1998.
- Bach Edition Vol. 4 – Cantatas Vol. 1. Pieter Jan Leusink, Holland Boys Choir, Netherlands Bach Collegium, Ruth Holton, Sytse Buwalda, Knut Schoch, Bas Ramselaar. Brilliant Classics, 1999.
- J. S. Bach: Cantatas Vol. 19 – Cantatas from Leipzig 1724. Masaaki Suzuki, Bach Collegium Japan, Yukari Nonoshita, Robin Blaze, Makoto Sakurada, Stephan MacLeod. BIS, 2001.